# 板橋南駅
板橋南駅（はんきょうなんえき）は、中華人民共和国江蘇省南京市雨花台区板橋街道寧蕪大道と連二路交差点の東側にある、南京地下鉄S2号線の駅である。

## 駅名
事業着手当初は南京地下鉄集団は「板橋南駅」の仮称を用いており、2024年3月7日に「板橋南駅」を駅名として公示され、2024年4月15日に第一次公示のより駅名が「板橋南駅」に決定したことが発表された。

## 歴史
- 2025年12月S2号線の駅として開業する予定。